# Belvedere auf dem Klausberg

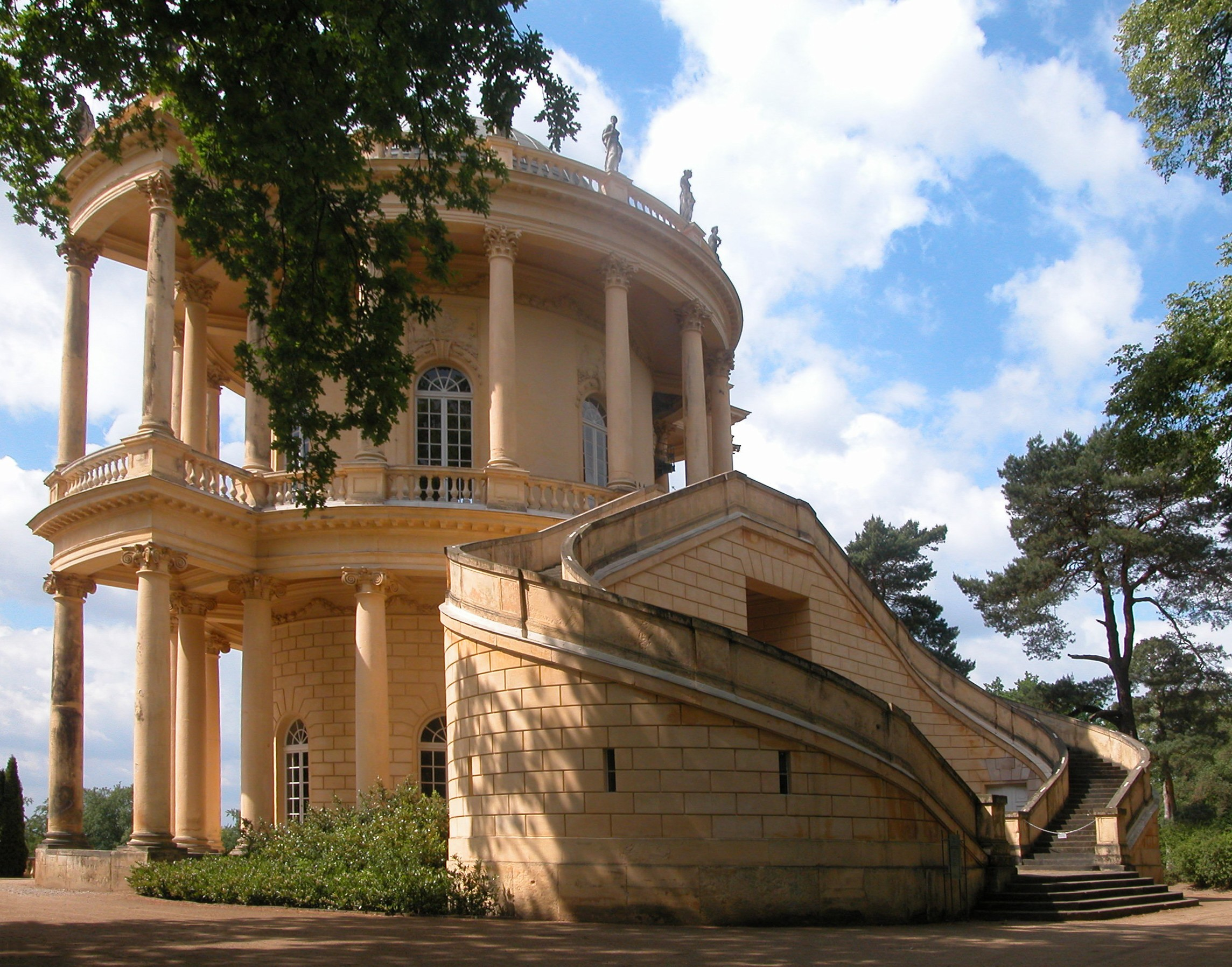
Belvedere auf dem Klausberg

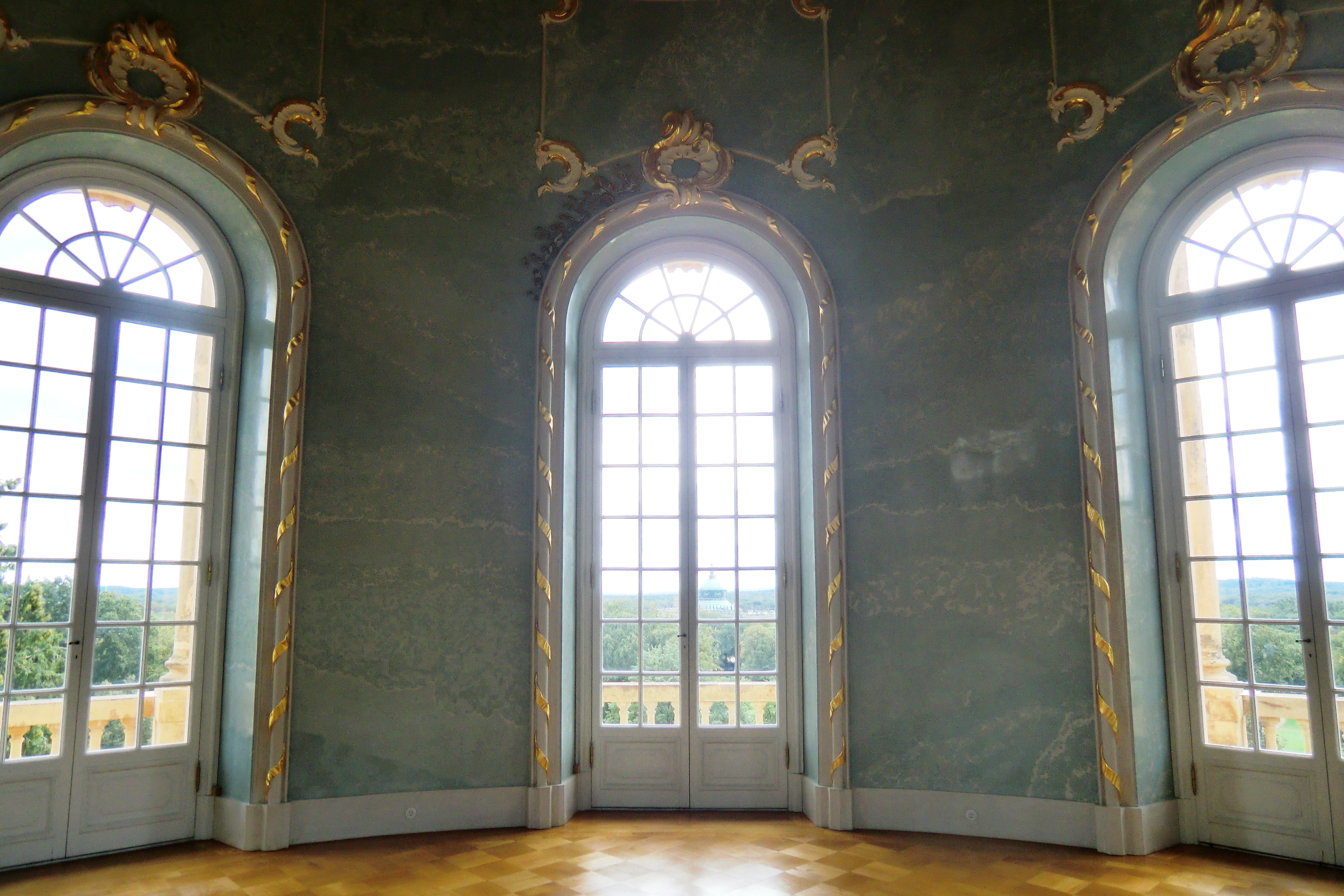
Interiör

Belvedere auf dem Klausberg är ett utsiktstorn i Sanssouciparken i Potsdam, Tyskland. Tornet uppfördes mellan 1770 och 1772 i klassicistisk stil för Fredrik II av Preussen och ritades av Georg Christian Unger. Som förlaga fungerade en skiss av den italienska arkeologen Francesco Bianchini ur Del Palazzo de´ Cesari (1738), föreställande en antik brunnstempelbyggnad i Rom som uppförts vid torget macellum magnum under kejsar Nero. Tornet skadades svårt vid artilleribeskjutning under striderna om Potsdam 1945 och restaurerades 1990–2002.
Utsiktstornet är konstruerat i två våningar med en takterrass och omges av tjugo kolonner, i jonisk stil på nedervåningen och korintisk stil på övervåningen. Åtta välvda fönster på varje våningsplan ger utsikt åt alla håll. Två altaner vetter mot öster och väster och takkupolen omges av tjugo skulpturer med antika mytologiska motiv. Den ursprungliga fristående trappan i S-form byggdes om i hästskoform 1839. 1903 byggdes även mindre rum för servicefunktioner till i trappbyggnaden, för att underlätta vid hovarrangemang.
Det inre rummet på nedervåningen var ursprungligen utsmyckat med vit och grå schlesisk marmor och jaspis men förstördes 1945 och har inte återställts i ursprungligt skick. Övervåningens tornrum är däremot idag återställt till ursprungligt skick, med grönblå marmorimitation på väggarna, förgyllda fönsterornament i gips och trapetsmönstrad träparkett.